# Željko Obradović
Želimir «Željko» Obradović (Čačak, Iugoslàvia, avui Sèrbia, 9 de març de 1960) és un entrenador professional de bàsquet serbi.
Va començar a jugar a bàsquet als 12 anys a una escola de la seva localitat natal. El 1983 fitxa pel KK Partizan de Belgrad. Durant la seva trajectòria com a jugador, l'equip serbi va guanyar diverses vegades la lliga i la copa iugoslava de bàsquet i el 1988 es va proclamar campió de la Copa Korać. Va ser membre de la selecció iugoslava de bàsquet als Jocs Olímpics de Seül (1988), on van aconseguir la medalla de plata, i també a la Copa del Món (1990), on van obtenir la medalla d'or. L'any 1991, abans d'anar a jugar el campionat europeu a Roma, el Partizan li va oferir deixar de jugar i passar a entrenar-lo, oferta que va acceptar. Durant la primera temporada va guanyar la lliga i la copa iugoslaves i es proclama campió d'Europa a Instanbul. La següent va revalidar els títols nacionals. El mateix any va passar a entrar el Club Joventut Badalona, el qual es va declarar campió d'Europa el 1994.
Posteriorment ha entrenat el Reial Madrid, la Benetton de Treviso i el Panathinaikos BC i ha guanyat 8 vegades l'Eurolliga de bàsquet.
El juliol de 2013 va fitxar per l'equip turc Fenerbahçe Ülkerspor.